# Heterosaurus
Heterosaurus là một chi khủng long, được Cornuel mô tả khoa học năm 1850.